# Pierre Morain (peintre)
Pour les articles homonymes, voir Pierre Morain et Morain.
Cet article possède un paronyme, voir Pierre Morin.
 (novembre 2016).
Pierre Morain, né le 20 janvier 1821 à Morannes (Maine-et-Loire), et mort le 16 août 1893 à Neuilly-sur-Seine, est un peintre français.

## Biographie
Pierre Morain entre à l'École des beaux-arts de Paris en 1848 dans l'atelier de Thomas Couture.
Il expose des portraits aux Salons de 1849, 1855 et 1857.
Il réalise des copies de tableaux religieux commandés par l'État : une Descente de croix d'après Jouvenet (conservée à Paris au musée du Louvre) pour l'église de Morannes, et une Descente de croix d'après Pierre Paul Rubens (réalisée à Anvers en 1852) pour la cathédrale Saint-Maurice d'Angers.
Après son mariage à Cheffes (Maine et Loire), il installe dans cette ville un atelier dans sa propriété familiale de Grandines. Il y réalisera de très nombreuses natures mortes (fruits, gibiers) qui lui vaudront son succès.
Il est aidé financièrement par Pierre Lorilleux, industriel sexagénaire également originaire de Morannes, qui a fait fortune à Paris en déposant des brevets pour des encres d’imprimerie, puis en développant une activité industrielle prospère. Son fils Charles Lorilleux est l’ami et l’homme de confiance de Pierre Morain.

## Œuvres exposées aux Salons
- 1849 : Portrait de M. J. Beclard, docteur ; Autoportrait.
- 1855 : Portrait de M. J. R. M… ; L'Étude personnifié par un jeune artiste se disposant au travail, œuvre acquise par l'État et exposée au musée du Luxembourg de 1874 à 1883, puis déposé au musée des Beaux-Arts d'Angers en 1885[3].
- 1857 : Portrait de M. de M….